# Laimella hexasetosa
Laimella hexasetosa är en rundmaskart som beskrevs av Benjamin G. Chitwood 1937. Laimella hexasetosa ingår i släktet Laimella och familjen Comesomatidae. Inga underarter finns listade i Catalogue of Life.